# Everythang’s Corrupt
Everythang's Corrupt – dziesiąty studyjny album amerykańskiego rapera Ice Cube'a, wydany 7 grudnia 2018 r., nakładem wytwórni Lench Mob i Interscope Records. Jest to jego pierwszy album od I Am the West z 2010 roku. Początkowo planowany był na rok 2015.

## Single
Pierwszy singiel z albumu, "Everythang's Corrupt" został wydany na YouTube już 31 października 2012 r. Drugi singiel "Arrest the President" został wydany 9 listopada 2018 r. Trzeci singiel "The New Funkadelic" został wydany 4 grudnia 2018 r.

## Wydanie
Everythang's Corrupt zadebiutował na 62. miejscu na liście Billboard 200 12 grudnia 2018 r. sprzedając się w 14 000 egzemplarzy. Tydzień później, album zniknął z notowania.

## Lista Utworów
Lista opracowana na podstawie źródeł:
| Nr  | Tytuł utworu                                                                      | Tekst                                                                                          | Producent           | Długość |
| --- | --------------------------------------------------------------------------------- | ---------------------------------------------------------------------------------------------- | ------------------- | ------- |
| 1.  | „Super OG (Intro)”                                                                | O'Shea Jackson Sr. • Dee Underdue • Teak Underdue                                              | Hallway Productionz | 0:37    |
| 2.  | „Arrest The President”                                                            | O'Shea Jackson Sr. • ShawnSki                                                                  | ShawnSki            | 3:53    |
| 3.  | „Chase Down The Bully”                                                            | O'Shea Jackson Sr.                                                                             | Beau Jaymes         | 4:06    |
| 4.  | „Don't Bring Me No Bag”                                                           | O'Shea Jackson Sr.                                                                             | Shawn Ski           | 3:37    |
| 5.  | „Bad Dope”                                                                        | O'Shea Jackson Sr.                                                                             | Big Soj             | 3:22    |
| 6.  | „On Them Pills”                                                                   | O'Shea Jackson Sr.                                                                             | Sparkz Tha Trakman  | 3:58    |
| 7.  | „Fire Water”                                                                      | O'Shea Jackson Sr.                                                                             | Big Soj             | 4:21    |
| 8.  | „Streets Shed Tears” (Shameia Crawford)                                           | O'Shea Jackson Sr.                                                                             | Magnedo7            | 4:01    |
| 9.  | „Ain't Got No Haters” (gościnnie Too $hort)                                       | O'Shea Jackson Sr. • Ken Gold • Michael Denne • Mark Jordan • Todd Shaw                        | DJ Pooh             | 3:26    |
| 10. | „Can You Dig It?”                                                                 | O'Shea Jackson Sr.                                                                             | Hallway Productionz | 4:22    |
| 11. | „That New Funkadelic” (gościnnie Dom Keenedy, Tracy Nelson i Deonis "Pumah" Cook) | O'Shea Jackson Sr. • Philippe Wynne • George Clinton • T-Mix                                   | T-Mix               | 3:54    |
| 12. | „One For The Money”                                                               | O'Shea Jackson Sr.                                                                             | Magnedo7            | 2:21    |
| 13. | „Still In The Kitchen”                                                            | O'Shea Jackson Sr. • E-A-Ski                                                                   | E-A-Ski             | 3:25    |
| 14. | „Non Belivers”                                                                    | O'Shea Jackson Sr. • Norman Whitfield • Hank Shocklee • Chuck D • Teak Underdue • Dee Underdue | Hallway Productionz | 3:47    |
| 15. | „Everythang's Corrupt”                                                            | O'Shea Jackson Sr. • Fredwreck                                                                 | Fredwreck           | 3:17    |
| 16. | „Good Cop Bad Cop”                                                                | O'Shea Jackson Sr. • Andre Young • Lorenzo Patterson • Harry Whitaker • T-Mix                  | T-Mix               | 3:28    |
|     |                                                                                   |                                                                                                |                     | 55:55   |